# Kuhbrenner
Der Kuhbrenner (auch Flüsterbrenner oder Schweinebrenner) ist eine zusätzliche Düsenanordnung, die durch ein separates Ventil in Gasbrennern von Heißluftballonen genutzt werden kann. Bei Betätigung des Ventils brennt die Flamme leiser und der oft beobachtete Anfangsknall entfällt. Dadurch soll bei Tieffahrt über Weiden verhindert werden, dass Kühe und andere Tiere erschrecken. Auch über Wohngebieten sollte der Kuhbrenner verwendet werden. 
Beim Kuhbrenner wird das Flüssiggas direkt (flüssig) verbrannt und nicht durch die Verdampferwendeln geleitet. Es wird vergleichsweise wenig Wärme erzeugt, was zu einer verlangsamten Änderung des Auftriebs des Ballons führt. Deshalb eignet sich der Kuhbrenner nicht für schnelle Manöver, wie etwa bei der Landung. Zudem wird viel Ruß erzeugt, der mit der Zeit das Innere der Ballonhülle dunkel färbt. 
Beim sogenannten Nachtglühen, dem abendlichen Aufstellen von Heißluftballonen ohne Startabsicht, wird der Flüsterbrenner wegen der helleren Flamme bevorzugt verwendet. Die Ballonhüllen verwandeln sich so in riesige flackernde Lampions. Zur Unterhaltung der Zuschauer wird das choreografierte Lichterspiel der – gelegentlich um die Vertikalachse rotierenden – Ballone mit Musik begleitet.